# Canarium copaliferum
Canarium copaliferum är en tvåhjärtbladig växtart som beskrevs av A. Cheval.. Canarium copaliferum ingår i släktet Canarium och familjen Burseraceae. Inga underarter finns listade i Catalogue of Life.